# Astragalus schottianus
Astragalus schottianus är en ärtväxtart som beskrevs av Pierre Edmond Boissier. Astragalus schottianus ingår i släktet vedlar, och familjen ärtväxter. Inga underarter finns listade i Catalogue of Life.